# Edmund Ho Hau-wah
Edmund Ho, GCM, (né le 13 mars 1955 à Macao) (nom chinois complet : Edmund Ho Hau-wah ; 何厚鏵, pinyin : Hé Hòuhuá) est un homme d'affaires et politicien de Macao. Il est le premier chef de l'exécutif de la région administrative spéciale (RAS) de Macao ayant gouverné de 1999 à 2009. 
Élu le 15 mai 1999 par le comité de sélection du chef de l'exécutif de la RAS de Macao (composé de 199 membres), il fut nommé le 20 mai par le Premier Conseiller d'État, Zhu Rongji et prêta serment en tant que tel lors d'une cérémonie spéciale qui a marqué la rétrocession de Macao à la république populaire de Chine et l'établissement de la RAS de Macao le 20 décembre 1999. Il fut réélu pour un 2e mandat le 29 août 2004 et fut officiellement désigné par le gouvernement populaire chinois le 20 septembre 2004.

## Biographie
Il est marié et a deux enfants (un garçon et une fille). C'est le fils d'un ancien leader communautaire et homme d'affaires à Macao, Ho Yin (何賢) et de Chan Keng (陳瓊).
Après avoir effectué son éducation primaire, Ho part au Canada en 1969 où il obtient un diplôme en Business Administration à l'Université York (1978) et se spécialise dans la comptabilité : il devient auditeur certifié en 1981. Après avoir travaillé une paire d'années dans un cabinet comptable de Toronto, il déménage à Hong Kong en 1982.
Il revient à Macao et commence une carrière d'homme d'affaires en 1983. Il occupe diverses positions telles que : auditeur au sein de KPMG Peat Marwick, directeur et président de Tai Fung Bank, président de Macao Urban Transport Company Ltd. (Transmac), vice-président du conseil d'administration de l'aéroport international de Macao, vice-président de l'assemblée générale d'Air Macau, président du conseil d'administration de MASC Ogden Aviation Services, vice-président du conseil d'administration de Teledifusão de Macau (TDM), etc. 
La carrière politique de Ho débuta en 1986 lorsqu'il devient membre de Conférence consultative politique du peuple chinois. Deux ans après, il devient député à l'Assemblée nationale populaire. Il fait partie de la législature locale en 1988 et devient vice-président de l'Assemblée législative de Macao pour onze années consécutives (1988-1999).
Intéressé par les travaux préparatoires à la rétrocession de Macao à la Chine, il est nommé vice-président du comité de rédaction de la loi fondamentale de la RAS de Macao en 1988. L'année suivante, il devient vice-président du comité consultatif de la loi fondamentale de Macao.
Il occupe différents postes et fonctions, dans des domaines très divers : président de la Macao Association of Banks (depuis sa fondation en 1985), vice-president de la chambre du commerce de Macao, vice-président de la Fédération nationale de l'industrie et du commerce de Chine, vice-président du conseil économique du gouvernement de Macao, vice-président du board of charity de l'hôpital de Kiang Wu, vice-président de l'organisme charitatif Tung Sin Tong, président du Board of Directors de l'Université de Macao, vice-président du Board of Directors de l'Université de Jinan (Guangzhou), président du comité exécutif du comité olympique de Macao, et président de l'association de golf de Macao.

## Distinctions
- Grand-croix de l'ordre du Mérite du Portugal